# Ein Wort hätte genügt
Ein Wort hätte genügt (Originaltitel: Story of Jen) ist ein kanadisch-französisches Filmdrama des Regisseurs François Rotger aus dem Jahr 2008. 
Die Handlung thematisiert das Erwachsenwerden, Trauer und Einsamkeit, sowie die Suche nach Freundschaft und Anerkennung. 
Der Film ist geprägt von einer ruhigen Inszenierung mit zahlreichen Naturimpressionen.

## Handlung
Die 15-jährige Jen lebt mit ihrer 31-jährigen Mutter, Sarah, in einem kleinen Ort in der amerikanischen Provinz. 
Sie geht zur Schule, ihre Mutter arbeitet in einer Textilfabrik und ihr Vater hat sich vor einem Monat erschossen.
Auf Einladung von Sarah zieht Ian, der Halbbruder ihres verstorbenen Mannes, bei den beiden trauernden Frauen ein – sie kennen den Mann jedoch kaum.
Sarahs Vater, Melvin, ist argwöhnisch und sorgt sich um den guten Ruf seiner Tochter.
Ian sucht Jens Nähe, was wiederum Sarah misstrauisch werden lässt. 
Jen ist Außenseiterin, findet jedoch in ihrer Mitschülerin Ana eine Freundin.
Nach einem Streit mit ihrer Mutter, sucht Jen Zuflucht bei Ian, der mittlerweile auf einer benachbarten Farm lebt und arbeitet.
Ian nutzt die Situation aus. Er macht Jen betrunken und missbraucht die 15-Jährige. Sich seiner Tat bewusst, flieht Ian zu Pferd, wird jedoch von Jens Großvater, Melvin, verfolgt.
Während sich Jen dem Gerede der Leute stellen muss und erfährt, dass sie schwanger ist, verfolgt Melvin den flüchtenden Ian durch eine abgeschiedene, bewaldete Region. 
Zwar kann Melvin ihn stellen, jedoch muss er unverrichteter Dinge abziehen, nachdem Ian sein Gewehr unbrauchbar gemacht hat.
Später stolpert Melvin durch den Wald und findet den toten Ian in einer Grube – in seinen Armen liegt ein toter Hirsch.
In den letzten Szenen des Filmes wird eine hochschwangere Jen gezeigt, die in eine andere Stadt gezogen ist. 

## Szenische Details
Der Tod von Ian wird in surrealen Bildern inszeniert. Während eines Ringkampfes mit einem Hirsch tötet Ian diesen mit einem Messer, fällt jedoch gemeinsam mit dem Tier in eine Grube. Der tote Hirsch transformiert sich in eine entblößte Frau mit Geweih. Während einer sexuell anmutenden Handlung, schlägt sie mit den Fäusten auf seine Brust bis Ian an den Folgen des Sturzes stirbt.

## Kritik
Die Tageszeitung schreibt: „Dichtes Drama, rätselhafte Figuren.“
Das Lexikon des internationalen Films sieht dagegen Längen im Film: „Der mitunter allzu beharrlich mäandernde Film lässt die Handlung mit der beeindruckenden Landschaft korrespondieren, was jedoch nicht zur Verdichtung beiträgt.“
Die Filmzeitschrift Cinema resümiert: „Ein verstörtes, nach Halt suchendes Mädchen steht im Zentrum dieses stillen, manchmal rätselhaften Coming-of-Age-Dramas, das mit starker Fotografie und imposanter Nationalparkwildnis-Kulisse punktet.“

## Auszeichnungen
Regisseur François Rotger wurde beim Internationalen Filmfestival von Locarno im Jahr 2008 für den Goldenen Leoparden nominiert.